# كارل بيلت
نيلس دانيال كارل بيلت (ولد في 15 يوليو 1949) هو سياسي ودبلوماسي سويدي كان رئيس وزراء السويد من عام 1991 إلى عام 1994. وكان زعيم الحزب المعتدل من عام 1986 إلى عام 1999. شغل بيلت منصب وزير خارجية السويد من عام 2006 إلى عام 2014. ومنذ عام 2021، كان المبعوث الخاص لمنظمة الصحة العالمية لتسريع الوصول إلى أدوات كوفيد-19.
ترعرعه والدراسة
ولد بيلدت في 15 يوليو 1949 في هالمستاد، هالاند،  لعائلة نبيلة الدنماركدنماركية-نرويجية-سويدية قديمة، عائلة بيلت، والمقيمة تقليديا في مقاطعة بوهوس. كان جده، جيليس بيلت، من المحافظين سياسي ودبلوماسي، سفير منذ فترة طويلة لدى الإمبراطورية الألمانية ورئيس وزراء السويد 1888-1889، يُذكر بشكل أساسي بسياساته التجارية الحمائية.
كان دانييل بيلت، والد بيلت (1920-2010)، رائدًا في احتياطيات فوج هالاند البائد الآن ومدير مكتب في مكتب التعليم التابع لمجلس الدفاع المدني المنحل الآن. تزوج دانييل بيلت من كيرستين أندرسون-ألوا في عام 1947. ولد نيلز شقيق كارل بيلت عام 1952. وكان بيلت متزوجًا من كريستين زيتربيرج من عام 1974 إلى عام 1975 ؛ إلى ميا بوهمان (ابنة الزعيم السابق للحزب المعتدل ووزير الاقتصاد، غوستا بوهمان) من 1984 إلى 1997 ؛ ومنذ عام 1998 إلى  آنا ماريا كورازا. بيلدت لديه ثلاثة أطفال. اثنان من زواجه الثاني وواحد من زواجه الثالث.
التحق بيلدت بجامعة ستوكهولم

## رئاسة الوزراء
في 4 أكتوبر 1991، أصبح بيلت أول رئيس وزراء محافظ في السويد منذ 61 عامًا، حيث قاد حكومة ائتلافية من أربعة أحزاب. تهدف سياسات حكومته إلى منح السويد «بداية جديدة» في وسط أزمة اقتصادية تتصاعد بسرعة بسبب فقاعة المضاربة في سوق الإسكان، مع التركيز على الخصخصة وإلغاء تنظيم الاقتصاد من أجل تحسين ظروف الشركات الكبرى.
لطالما كانت السويد بطلة للتكامل الأوروبي ومشاركة السويد في ذلك، كان التفاوض بشأن العضوية في الاتحاد الأوروبي أولوية بالنسبة ل بيلدت. كانت الحكومة الاشتراكية الديمقراطية السابقة، كجزء من حزمة أزمة اقتصادية طارئة في خريف عام 1990، قد قامت بمنعطف مفاجئ وتخلت عن معارضتها السابقة وفي صيف عام 1991 قدمت طلبًا رسميًا للانضمام إلى الاتحاد الأوروبي.
مستفيدًا أيضًا من صلاته الوثيقة مع المستشار الألماني هيلموت كول، تمكن بيلت من بدء واختتام مفاوضات العضوية مع الاتحاد الأوروبي في وقت قياسي، وتوقيع معاهدة الانضمام في قمة الاتحاد الأوروبي في كورفو في 23 يونيو 1994. وقد تم دعم الانضمام بإستفتاء نوفمبر، ودخلت السويد الاتحاد الأوروبي كعضو كامل في 1 يناير 1995، وبذلك حققت جزءًا رئيسيًا من برنامج حكومة بيلت.
بحلول ذلك الوقت، كان ائتلافه الحاكم قد فقد أغلبيته في انتخابات سبتمبر 1994، على الرغم من أن حزبه المعتدل حقق مكاسب طفيفة.
ركز البرنامج الاقتصادي للحكومة في المقام الأول على سلسلة من الإصلاحات الهيكلية التي تهدف إلى تحسين القدرة التنافسية وتحسين النمو. تم سن الإصلاحات الاقتصادية، بما في ذلك مدارس القسائم، وتحرير أسواق الاتصالات والطاقة، وخصخصة الشركات المملوكة للقطاع العام والرعاية الصحية، والمساهمة في تحرير الاقتصاد السويدي بشكل كبير.
كانت هذه الإصلاحات مثيرة للجدل إلى حد كبير في ذلك الوقت، وكان على الحكومة أيضًا التعامل مع الزيادة السريعة في البطالة والعجز العام خلال عامي 1991 و 1992. تميزت الفترة بأزمة اقتصادية حادة. [3] وقد تعززت هذه المشاكل بسبب الأزمة الاقتصادية في البلدان الأوروبية الأخرى والأزمة التي حدثت داخل آلية سعر الصرف الأوروبي في عام 1992. ونتيجة لذلك، اضطرت السويد في نوفمبر 1992 إلى التخلي عن سياستها الخاصة بسعر الصرف الثابت والسماح بتعويم الكرون السويدي. بحرية. كجزء من الجهود المبذولة للتعامل مع الأزمة الاقتصادية، تمكنت الحكومة من إبرام اتفاقية مع المعارضة الاشتراكية الديمقراطية بشأن بعض إجراءات خفض الإنفاق.
بحلول عام 1994، كان الاقتصاد يسجل نموًا قويًا، وكان العجز في انخفاض، على الرغم من أن البطالة كانت لا تزال عند مستويات أعلى مما كانت عليه في عام 1991.
قبل أن يصبح رئيسًا للوزراء، كان بيلت مناهضًا بشدة للاتحاد السوفيتي وداعمًا قويًا لدول البلطيق الثلاث، وخلال فترة عمله كرئيس الوزراء قدم جهودًا كبيرة لمحاولة مساعدة دول البلطيق الثلاث المستقلة حديثا مرة أخرى في التعامل مع تحدياتهم المباشرة في شكل انسحاب القوات السوفيتية السابقة والمنشآت الاستراتيجية، وكذلك البت في القضايا الحساسة المتعلقة بالمواطنة. وعمل في هذا عن كثب مع قادة الدول الثلاث وكذلك مع وزير الخارجية الروسيأندريه كوزيريف.
كان بيلت من أوائل المناصرين لتقنيات الإنترنت والمعلومات. قاد أول لجنة لتكنولوجيا المعلومات في عام 1994، وفي ذلك العام أجرى أيضًا أول تبادل لرسائل البريد الإلكتروني بين رئيسي حكومتين مع الرئيس الأمريكي بيل كلينتون.
أعيقت فعالية الحكومة في بعض الأحيان بسبب الصراع الداخلي، وأبرزها بناء [[جسر أوريسند] ، مما أدى إلى مغادرة زعيم حزب الوسط، أولوف يوهانسون، من الحكومة، مما مهد الطريق أمام الحكومة لاتخاذ قرار بالموافقة. بناء الرابط.
استمر بيلت في العمل كزعيم للحزب المعتدل، وبالتالي زعيم المعارضة حتى عام 1999، عندما خلفه بو وندغرين كزعيم للحزب.

## الحياة المهنية
في مايو 1968 عارض بيلت احتلال مبنى اتحاد الطلاب من قبل القوى السياسية اليسارية وشارك في تأسيس
التي استمرت في الفوز في انتخابات اتحاد الطلاب في ستوكهولم لعدد من السنوات. شغل منصب رئيس اتحاد FMSF للطلاب المحافظين والليبراليين السويديين، وهي منظمة طلابية من يمين الوسط، في أوائل السبعينيات، وترأس أيضًا الطلاب الديمقراطيين الأوروبيين، وجمع المنظمات الطلابية من يمين الوسط المتشابهة في التفكير من جميع أنحاء أوروبا.
عندما شكلت الحكومة غير الاشتراكية في عام 1976، شغل بيلت منصب رئيس مكتب تنسيق السياسات في وزارة الشؤون الاقتصادية ومتعاونًا وثيقًا مع زعيم الحزب ووزير الاقتصاد غوستا بوهمان. أصبح بيلت عضوًا في البرلمان في عام 1979، على الرغم من أنه شغل بدلاً من ذلك منصب وزير الدولة لتنسيق السياسات في الحكومة غير الاشتراكية التي تم إصلاحها بعد تلك الانتخابات.
كنائب برلماني في أوائل الثمانينيات، أصبح معروفًا باعتباره مناظرًا حادًا وشرسا في الشؤون الخارجية. كان عضوًا في لجنة الدفاع عن الغواصات التي تحقق في  انتهاكات الغواصات الأجنبية عام 1982 في أرخبيل ستوكهولم ومناطق القواعد البحرية، وغالبًا ما وجد نفسه في مواجهة رئيس الوزراء أولوف بالم. انتخب بيلدت زعيما للحزب المعتدل في عام 1986 خلفا لأولف أديلسون.

## رئاسة الوزراء
في 4 أكتوبر 1991، أصبح بيلت أول رئيس وزراء محافظ في السويد منذ 61 عامًا، حيث قاد حكومة ائتلافية من أربعة أحزاب. تهدف سياسات حكومته إلى منح السويد «بداية جديدة» في وسط أزمة اقتصادية تتصاعد بسرعة بسبب فقاعة المضاربة في الإسكان، مع التركيز على الخصخصة وإلغاء تنظيم الاقتصاد من أجل تحسين ظروف الشركات الكبرى.
لطالما كانت بطلة للتكامل الأوروبي ومشاركة السويد في ذلك، كان التفاوض بشأن العضوية في الاتحاد الأوروبي أولوية بالنسبة لرئاسة بيلدت. كانت الحكومة الاشتراكية الديمقراطية السابقة، كجزء من حزمة أزمة اقتصادية طارئة في خريف عام 1990، قد قامت بمنعطف مفاجئ وتخلت عن معارضتها السابقة وفي صيف عام 1991 قدمت طلبًا رسميًا للانضمام إلى الاتحاد الأوروبي.
مستفيدًا أيضًا من صلاته الوثيقة مع المستشار الألماني هيلموت كول، تمكن بيلت من بدء واختتام مفاوضات العضوية مع الاتحاد الأوروبي في وقت قياسي، وتوقيع معاهدة الانضمام في قمة الاتحاد الأوروبي في كورفو في 23 يونيو 1994. وقد تم دعم الانضمام من قبل استفتاء نوفمبر، ودخلت السويد الاتحاد الأوروبي كعضو كامل في 1 يناير 1995، وبذلك حققت جزءًا رئيسيًا من برنامج حكومة بيلت.
بحلول ذلك الوقت، كان ائتلافه الحاكم قد فقد أغلبيته في انتخابات سبتمبر 1994، على الرغم من أن حزبه المعتدل حقق مكاسب طفيفة.
ركز البرنامج الاقتصادي للحكومة في المقام الأول على سلسلة من الإصلاحات الهيكلية التي تهدف إلى تحسين القدرة التنافسية وتحسين النمو. تم سن الإصلاحات الاقتصادية، بما في ذلك مدارس القسائم، وتحرير أسواق الاتصالات والطاقة، وخصخصة الشركات المملوكة للقطاع العام والرعاية الصحية، والمساهمة في تحرير الاقتصاد السويدي بشكل كبير.
كانت هذه الإصلاحات مثيرة للجدل إلى حد كبير في ذلك الوقت، وكان على الحكومة أيضًا التعامل مع الزيادة السريعة في البطالة والعجز العام خلال عامي 1991 و 1992. تميزت الفترة بأزمة اقتصادية حادة. [3] وقد تعززت هذه المشاكل بسبب الأزمة الاقتصادية في البلدان الأوروبية الأخرى والأزمة التي حدثت داخل آلية سعر الصرف الأوروبي في عام 1992. ونتيجة لذلك، اضطرت السويد في نوفمبر 1992 إلى التخلي عن سياستها الخاصة بسعر الصرف الثابت والسماح بتعويم الكرون السويدي. بحرية. كجزء من الجهود المبذولة للتعامل مع الأزمة الاقتصادية، تمكنت الحكومة من إبرام اتفاقية مع المعارضة الاشتراكية الديمقراطية بشأن بعض إجراءات خفض الإنفاق.
بحلول عام 1994 كان الاقتصاد يسجل نموا قويا، والعجز آخذ في الانخفاض، على الرغم من أن البطالة كانت لا تزال عند مستويات أعلى مما كانت عليه في عام 1991.
قبل أن يصبح رئيسًا للوزراء، كان بيلت مناهضًا بشدة للاتحاد السوفيتي وداعمًا قويًا لدول البلطيق الثلاث، وخلال فترة عمله كرئيس الوزراء جهودًا كبيرة لمحاولة مساعدة دول البلطيق الثلاث المستقلة الآن مرة أخرى في التعامل مع تحدياتهم المباشرة في شكل انسحاب القوات السوفيتية السابقة والمنشآت الاستراتيجية، وكذلك البت في القضايا الحساسة المتعلقة بالمواطنة. وعمل في هذا عن كثب مع قادة الدول الثلاث وكذلك مع وزير الخارجية الروسي أندريه كوزيريف.
كان على حكومته أيضًا التعامل مع الزيادة الكبيرة في تدفقات اللاجئين من حرب البوسنة في المقام الأول، للدفاع عن نهج ليبرالي ضد حزب الديمقراطية الجديد المناهض للهجرة الذي دخل البرلمان في عام 1991.
كان بيلت من أوائل المناصرين لتقنيات الإنترنت والمعلومات. قاد أول لجنة لتكنولوجيا المعلومات في عام 1994، وفي ذلك العام أجرى أيضًا أول تبادل لرسائل البريد الإلكتروني بين رئيسي حكومتين مع الرئيس الأمريكي بيل كلينتون.
أعيقت فعالية الحكومة في بعض الأحيان بسبب الصراع الداخلي، وأبرزها بناء جسر أوريسند، مما أدى إلى مغادرة زعيم حزب الوسط، أولوف يوهانسون، من الحكومة، مما مهد الطريق أمام الحكومة لاتخاذ قرار بالموافقة. بناء الرابط.
استمر بيلت في العمل كزعيم للحزب المعتدل، وبالتالي زعيم المعارضة حتى عام 1999، عندما خلفه بو وندغرين كزعيم للحزب